# Ravnets (Dobritsj)
Ravnets of Ravnec (Bulgaars: Равнец) is een dorp in het noordoosten van Bulgarije. Het dorp is gelegen in de gemeente General Tosjevo in de oblast Dobritsj. Het dorp ligt hemelsbreed ongeveer 17 km ten noordoosten van Dobritsj en 393 km ten noordoosten van Sofia.

## Bevolking
Op 31 december 2020 woonden er 174 personen in het dorp Ravnets. Het aantal inwoners vertoont al tientallen jaren een dalende trend: in 1965 woonden er nog 457 personen in het dorp.
| Bevolkingsontwikkeling tussen 1934 en 2020          |
| --------------------------------------------------- |
|                                                     |
| Bron: Nationaal Statistisch Instituut van Bulgarije |

In het dorp wonen Roma, Bulgaren en Turken. In de optionele volkstelling van 2011 identificeerden 113 van de 236 ondervraagden zichzelf als etnische "Roma", gevolgd door 93 "Bulgaren" en 29 “Turken".
| Etnische samenstelling van de respondenten (2011) | Etnische samenstelling van de respondenten (2011) | Etnische samenstelling van de respondenten (2011) | Etnische samenstelling van de respondenten (2011) | Etnische samenstelling van de respondenten (2011) |
| ------------------------------------------------- | ------------------------------------------------- | ------------------------------------------------- | ------------------------------------------------- | ------------------------------------------------- |
|                                                   |                                                   |                                                   |                                                   |                                                   |
| Bulgaren                                          | Bulgaren                                          |                                                   | 39,4%                                             | 39,4%                                             |
| Turken                                            | Turken                                            |                                                   | 12,3%                                             | 12,3%                                             |
| Roma                                              | Roma                                              |                                                   | 47,9%                                             | 47,9%                                             |
| Anders/Onbekend                                   | Anders/Onbekend                                   |                                                   | 0,4%                                              | 0,4%                                              |

Van de 244 inwoners die in februari 2011 werden geregistreerd, waren er 43 jonger dan 15 jaar oud (17,6%), gevolgd door 148 personen tussen de 15-64 jaar oud (60,7%) en 43 personen van 65 jaar of ouder (21,7%).